# Parlamentswahl in Griechenland 1974
- EDA: 8
- PASOK: 12
- EK-ND: 60
- ND: 220

Die Parlamentswahl in Griechenland 1974 fand am 17. November 1974 statt. Es war die erste freie Parlamentswahl nach dem Ende der Griechischen Militärdiktatur von 1967 bis 1974. Konstantinos Karamanlis und seine Mitte-rechts-Partei Nea Dimokratia (ND; Neue Demokratie) gewannen mit einer absoluten Mehrheit der Stimmen von 54,37 %. Die ND erhielt 220 der 300 zu vergebenden Sitze im griechischen Parlament und damit eine Zweidrittelmehrheit. Karamanlis bildete das Kabinett Karamanlis und wurde Ministerpräsident. Er hatte dieses Amt bis zum Mai 1980 inne und wurde dann zum Staatspräsidenten gewählt.
Die Parlamentswahl fand nach dem verstärkten Verhältniswahlrecht statt.
Die Partei, die die meisten Wählerstimmen erhalten hatte, erhielt 50 zusätzliche Sitze im Parlament.
Es herrschte Wahlpflicht. Wahlberechtigt waren Männer und Frauen über 18 Jahren.

## Parteien
| Partei                                                                                                  | Partei                                                                                               | Name                                      | Parteiführer            |
| --- | --- | ----------------------------------------- | ----------------------- |
| | Nea Dimokratia (ND) Neue Demokratie                                                                  | Νέα Δημοκρατία                            | Konstantinos Karamanlis |
| | Enosis Kendrou – Nees Dynamis (EK-ND) Zentrumsunion – Neue Kräfte                                    | Ένωσις Κέντρου – Νέες Δυνάμεις            | Georgios Mavros         |
| | Panellinio Sosialistiko Kinima (PASOK) Panhellenische Sozialistische Bewegung                        | Πανελλήνιο Σοσιαλιστικό Κίνημα            | Andreas Papandreou      |
| | Enomeni Aristera (EA) Vereinigte Linke                                                               | Ενωμένη Αριστερά                          | Ilias Iliou             |
| ↳ Eniea Dimokratiki Aristera (EDA) Vereinigte Demokratische Linke                                       | Ενιαία Δημοκρατική Αριστερά                                                                          | Ilias Iliou                               |                         |
| ↳ Kommounistiko Komma Elladas (KKE) Kommunistische Partei Griechenlands                                 | Κομμουνιστικό Κόμμα Ελλάδας                                                                          | Charilaos Florakis                        |                         |
| ↳ Kommounistiko Komma Elladas Esoterikou (KKE Esoterikou) Kommunistische Partei Griechenlands – Ausland | Κομμουνιστικό Κόμμα Ελλάδας Εσωτερικού                                                               | Babis Drakopoulos                         |                         |
| | Ethniki Dimokratiki Enosis (EDE) Nationale Demokratische Union                                       | Εθνική Δημοκρατική Ένωσις                 | Petros Garoufalias      |
| | Dimokratiki Enosi Kendrou (DEK) Demokratische Zentrumsunion                                          | Δημοκρατική Ένωση Κέντρου                 | Ioannis Zigdnis         |
| | Epanastatiko Kommounistiko Kinima Elladas (EKKE) Revolutionäre kommunistische Bewegung Griechenlands | Επαναστατικό Κομμουνιστικό Κίνημα Ελλάδας | Christos Bistis         |
| | Sosialistiko Komma Elladas (SKE) Sozialistische Partei Griechenlands                                 | Σοσιαλιστικό Κόμμα Ελλάδας                | Dionysis Benetatos      |

## Ergebnis
| Listen            | Listen                                                      | Stimmen   | %    | Mandate |
| ----------------- | ----------------------------------------------------------- | --------- | ---- | ------- |
|                   | Nea Dimokratia                                              | 2.669.133 | 54,4 | 220     |
|                   | Enosis Kendrou – Nees Dynamis                               | 1.002.559 | 20,4 | 60      |
|                   | Panellinio Sosialistiko Kinima                              | 666.413   | 13,6 | 12      |
|                   | Enomeni Aristera (EDA – KKE – KKE Esoterikou)               | 464.787   | 9,5  | 8       |
|                   | Ethniki Dimokratiki Enosis                                  | 52.768    | 1,1  | –       |
|                   | Dimokratiki Enosi Kendrou                                   | 8.509     | 0,2  | –       |
|                   | Epanastatiko Kommounistiko Kinima Elladas                   | 1.539     | 0,0  | –       |
|                   | Fileleftheri Dimokratiki Enosi – Sosialistiko Komma Elladas | 975       | 0,0  | –       |
|                   | Unabhängige                                                 | 42.291    | 0,9  | –       |
| Gesamt            | Gesamt                                                      | 4.908.974 | 100  | 300     |
|                   |                                                             |           |      |         |
| Ungültige Stimmen | Ungültige Stimmen                                           | 54.584    | 1,1  |         |
| Wähler            | Wähler                                                      | 4.963.558 | 79,5 |         |
| Wahlberechtigte   | Wahlberechtigte                                             | 6.241.066 |      |         |